# Église Saint-Quentin de Lesdins
L'église Saint-Quentin est une église située à Lesdins, en France.

## Localisation
L'église est située sur la commune de Lesdins, dans le département de l'Aisne.